# Коннор Мерфі
Коннор Мерфі (англ. Connor Murphy; 26 березня 1993, м. Бостон, США) — американський хокеїст, захисник. Виступає за «Аризона Койотс» у Національній хокейній лізі.
Виступав за «Сарнія Стінг» (ОХЛ), «Аризона Койотс», «Портленд Пайретс» (АХЛ).
В чемпіонатах НХЛ — 103 матчі (5+10).
У складі національної збірної США учасник чемпіонатів світу 2014 і 2015 (14 матчів, 0+0). У складі молодіжної збірної США учасник чемпіонату світу 2013. У складі юніорської збірної США учасник чемпіонату світу 2011.
Батько: Горд Мерфі.
Досягнення
- Бронзовий призер чемпіонату світу (2015)
- Переможець молодіжного чемпіонату світу (2013)
- Переможець юніорського чемпіонату світу (2011)